# Integral de Riemann-Stieltjes

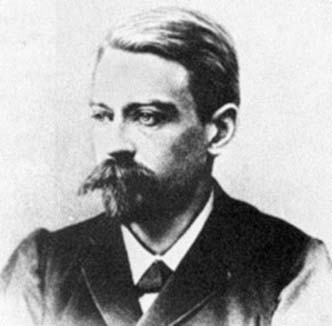
Thomas Joannes Stieltjes

Em matemática, a integral de Riemann–Stieltjes é uma generalização da integral de Riemann, nomeada devido a Bernhard Riemann e Thomas Joannes Stieltjes.

## Definição
A integral de Riemann–Stieltjes de uma função resultante em valores reais f de uma variável real em relação a uma função real g é notado para
{\displaystyle \int _{a}^{b}f(x)\,dg(x)}
e definida ser o limite, como a subpartição da partição
{\displaystyle P=\{a=x_{0}<x_{1}<\dots <x_{n}=b\}}
do intervalo [a, b] aproximando-se de zero, da soma de aproximação
{\displaystyle S(P,f,g)=\sum _{i=0}^{n-1}f(c_{i})(g(x_{i+1})-g(x_{i}))}
onde ci está no i-ésimo subintervalo [xi, xi+1]. As duas funções f e g são respectivamente chamadas o integrando e o integrador.
O "limite" é aqui entendido no seguinte sentido: existe um certo número A (o valor da integral de Riemann-Stieltjes) tal que para cada ε > 0 existe uma partição Pε tal que para cada partição P com subpartição (P) < mesh(Pε), e para cada escolha de pontos ci em [xi, xi+1], 
{\displaystyle |S(P,f,g)-A|<\epsilon .}